# 思いがけなく
『思いがけなく』（おもいがけなく、露: Не ждали, 英: They Did Not Expect Him）は、ロシアの画家イリヤ・レーピンが1884年 - 1888年に描いた絵画である。『予期せぬ帰宅』（英語: Unexpected Return）とも:74-75。原題の «Не ждали» を直訳すると、「待っていなかった」となる:74。モスクワにあるトレチャコフ美術館に所蔵されている。

## 概要

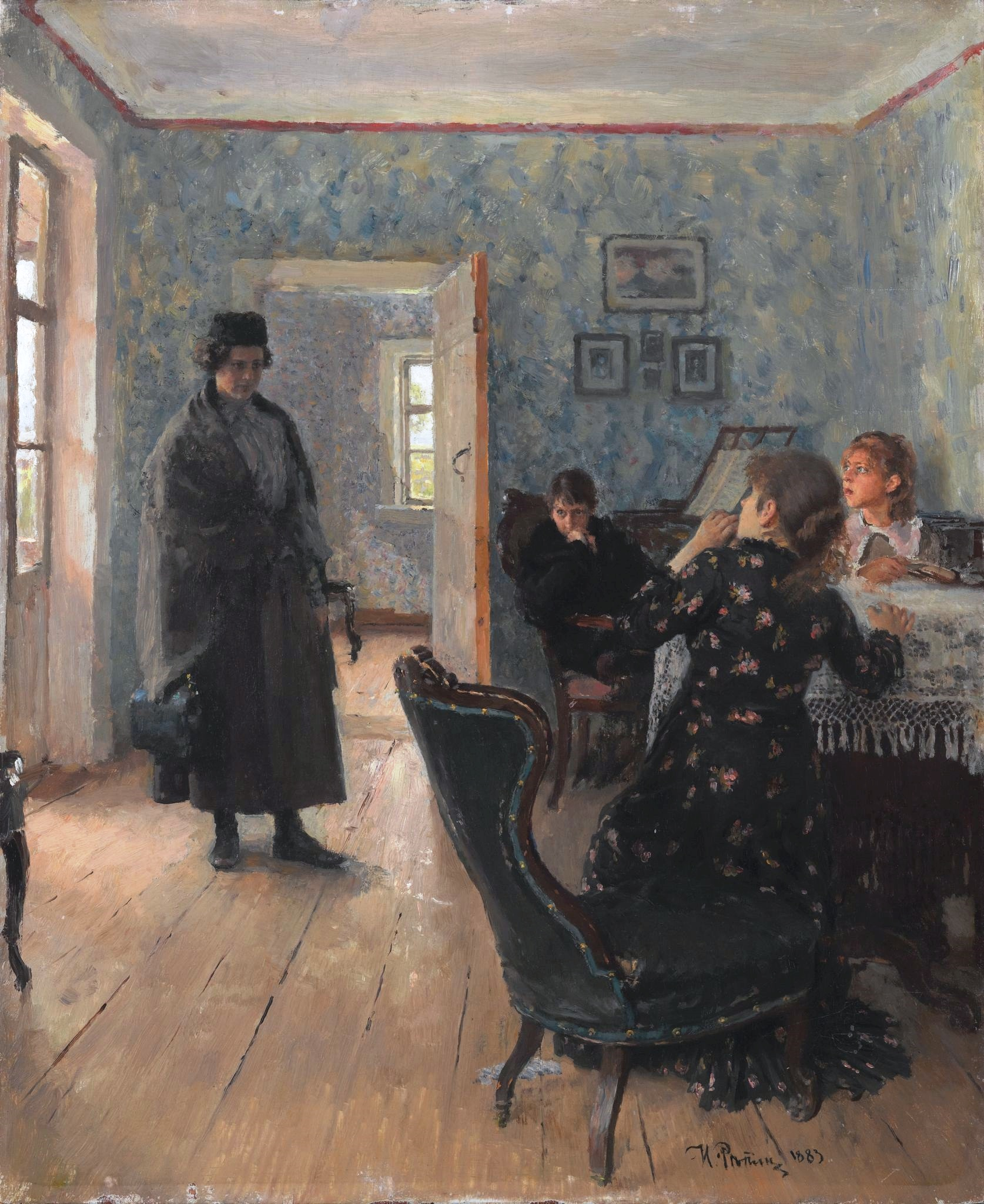
『思いがけなく』 1883年 - 1898年

本作は、1884年にサンクトペテルブルクで開催された第12回移動美術展覧会（移動展）に出品されている:57。革命家を主人公とした油彩画であり、レーピンは、他にも『懺悔の前』『宣伝家の逮捕』『集会』といった作品において、革命家を主人公に据えている:51。この革命家のモデルは、ドミートリー・V・カラコーゾフ (en:Dmitry Karakozov) という実在の革命家である:51。レーピンは、1883年から1898年にかけて、女性の革命家を主人公に据えた同名作品を製作している:57。画家のワシリー・カンディンスキーは、本作に深い感銘を受けたとされる:18。

## 作品
革命家の男性が、突然に家の中に入ってきた様子が描かれている。彼は、使い古された茶色いオーバーコートを身につけており、古びたブーツを履いている:59。画面手前で立ち上がろうとしている老女は、革命家の母親であり、黒い服を身につけている:58。ピアノの前にいるのは革命家の妻であるとされる。彼女は厚手のグレーの上着を羽織っており、黒色の服を中に着ている:59。
ドアを開けている人物は、召し使いと思われる女性であり、彼女は他の人物に比べて薄着で、白いエプロンを身につけている:59。彼女の背後には、室内を覗き込む人物が描かれている:59。画面の右端に描かれている少年と少女は、革命家の長男と次女であるとみられる:58-59。学生服と思われる服を身につけている少年は、身体を反りかえらせており、歓喜と驚きの入り混じった表情をしている。一方で、薄いピンクの衣服を着ている少女は、前かがみになって身体を強張らせており、訝しむような視線を向けている:59。
正面の壁には、7枚の絵や写真が掲げられている。中央の大きいものは、シャルル・ド・スチューベンの祭壇画『ゴルゴダで』の複製である:62。上段の左側は、画家のタラス・シェフチェンコの肖像であり、右側は、詩人のニコライ・ネクラーソフの肖像である:62。
右側の壁には、大きな地図の他に写真が1枚掲げられている:60,63。写真は、アレクサンドル2世が死の床に横たわっている姿をとらえたものであるが、セルゲイ・レヴィーツキー (ru:Левицкий, Сергей Львович) が撮影した写真の複製であるとする説と、画家のコンスタンチン・マコフスキーが描いた『死の床のアレクサンドル2世』の写真であるとする説:63がある。